# De iure condito
De iure còndito è un'espressione latina usata in giurisprudenza in contrapposizione all'analoga formula de iure condendo. Letteralmente, nel primo caso ci si riferisce al diritto (iure) esistente, costituito, codificato (còndito), nel secondo al diritto che "deve" essere fondato, codificato (condéndo) e quindi non ancora esistente. In pratica, de iure condito significa "secondo la normativa vigente" ed esprime un orientamento giurisprudenziale ormai consolidato; de iure condéndo significa invece "secondo la normativa in elaborazione" e fa quindi riferimento a normative o leggi inesistenti ma che si stanno costruendo, elaborando (il caso tipico sono le proposte di legge o di modifiche legislative).
Per fare un esempio pratico: si può scrivere un saggio o una tesi di laurea de iure condito se si analizza o si studia una legge già in vigore; si può scrivere un saggio o una tesi di laurea de iure condendo se si analizza o si studia una legge non ancora approvata dal parlamento (oppure le possibili modifiche a una legge già in vigore). Si può anche (e spesso è stato fatto) trattare un argomento giuridico considerando sia la legislazione vigente che quella in elaborazione: in tal caso le due formule latine più che contrapporsi si completano.
Da un punto di vista linguistico, la sempre più scarsa familiarità con il latino sta favorendo il diffondersi di espressioni errate come de iure conditum (e il similare de iure condendum), o anche "secondo il de iure condito" quando non addirittura "secondo il de iure conditum". Le formulazioni corrette sono de iure còndito oppure "secondo lo ius cònditum".